# Мендо III Нуньес
Ме́ндо (Менендо) III Ну́ньес (Ме́нду III Ну́неш; исп. Menendo Núnez, порт. Mendo Nunes; погиб в 1050) — 6-й граф Портукале в 1028 — 1050 годах, сын графа Нуньо I Альвитеса и графини Ильдуары Мендес.
Будучи несовершеннолетним на момент смерти отца, правил под опекой матери до самой своей гибели в 1050 году. От брака с неизвестной оставил сына Нуньо Мендеса, наследовавшего отцу и ставшего последним графом Портукале из династии Вимары Переса.